# Ronde van Adygea
De Ronde van Adygea was een meerdaagse wielerwedstrijd voor vrouwen die plaatsvond in de gelijknamige republiek. De wedstrijd vond voor het eerst plaats in 2012 en bestond alle vier de jaren uit vier etappes, inclusief een individuele tijdrit of proloog. De eerste editie won Aleksandra Boertsjenkova, de volgende twee edities bleek haar landgenote Natalja Bojarskaja de sterkste. De laatste editie van de wedstrijd staat op naam van Svetlana Koeznetzova die tevens de eerste etappe won.

## Lijst van winnaars

### Meervoudige winnaars
| Overwinningen | Renner             | Land    | Jaren      |
| ------------- | ------------------ | ------- | ---------- |
| 2             | Natalja Bojarskaja | Rusland | 2013, 2014 |

### Overwinningen per land
| Overwinningen | Land    |
| ------------- | ------- |
| 4             | Rusland |